# Ramón Biaus
Ramón Biaus es una localidad argentina de la provincia de Buenos Aires, perteneciente al partido de Chivilcoy.
Se ubica a 30 km de la ciudad de Chivilcoy.

## Población
Su población ha disminuido desde que la línea ferroviaria del Ferrocarril General Belgrano que por allí pasaba fue clausurada.
Muchas de las viviendas del pueblo pertenecen a gente de la ciudad de Buenos Aires que pasa sus fines de semana allí.
Con apoyo del municipio de Chivilcoy, se están realizando actividades diversas para fomentar el turismo y así este pueblo vuelva a resurgir.
En los últimos años se han desarrollado alternativas gastronómicas, con la instalación de restaurantes de campo de gran concurrencia, sobre todo en fines de semana y feriados.
Cuenta con 179 habitantes (Indec, 2010), lo que representa un descenso del 18,7% frente a los 223 habitantes (Indec, 2001) del censo anterior.
| Gráfica de evolución demográfica de Ramón Biaus entre 1991 y 2010 |
|                                                                   |
| Fuente: Censos nacionales del INDEC                               |